# Samuel Tetteh
Samuel Tetteh (ur. 28 lipca 1996) – ghański piłkarz występujący na pozycji skrzydłowego w LASK Linz. Z młodzieżową reprezentacją Ghany wystąpił w mistrzostwach świata 2015. Został powołany do kadry pierwszej reprezentacji na Puchar Narodów Afryki 2017.